# 雷蒂罗
雷蒂罗（Retiro）是阿根廷布宜诺斯艾利斯的一个区，火车和巴士总站位于此区，是阿根廷最大的交通枢纽之一，雷蒂罗也是高档购物和住宅区，是受到布宜诺斯艾利斯上层阶级家庭和外籍人员欢迎的居住区。然而，仍有26000人，生活在Villa 31 de Retiro棚户区，那里是布宜诺斯艾利斯最贫穷的地区之一。

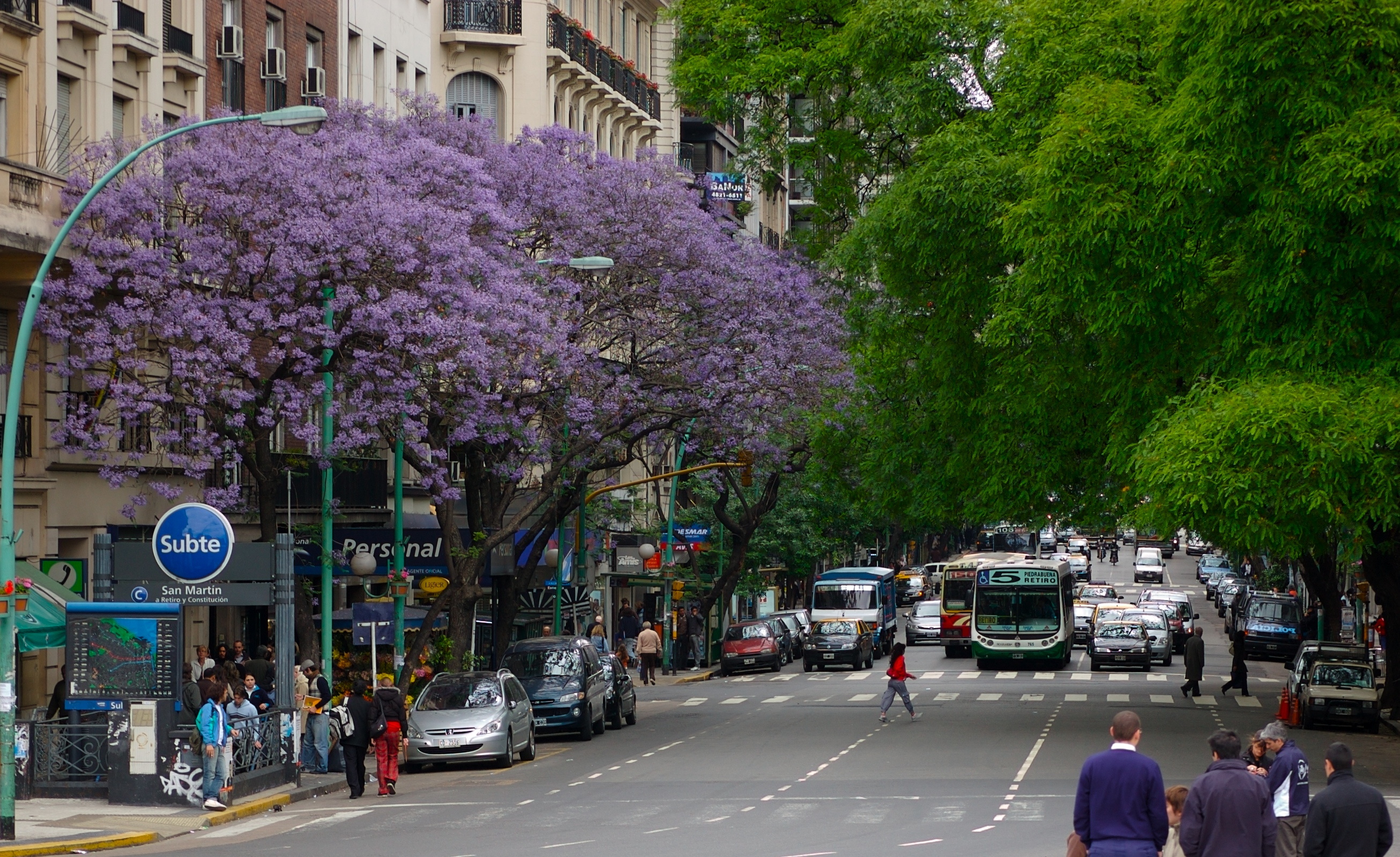
圣菲大道

雷蒂罗拥有许多五星级酒店，包括四季酒店、索菲特和万豪酒店。后者面临圣马丁广场，北临火车站和阿根廷空军广场（前不列颠广场），广场上有纪念钟塔（Torre Monumental，原名英国塔（Torre de los Ingleses），由英裔社区为1910年百年庆典捐赠，并遭受了破坏若干行为唤醒1982年马岛战争期间遭到破坏。
附近还有圣体圣殿，高档的Patio Bullrich购物商场，Estrugamou Building，和平广场 -  前以色列大使馆，1992年3月17日的爆炸，造成29人死亡，242人受伤，是南美洲第一起与中东有关的恐怖主义事件。
雷蒂罗火车站的街对面就是圣马丁广场，周围环绕着宏伟的宫殿和酒店。雷蒂罗低地曾经是圣马丁的练兵场，现代的圣马丁广场上有这位阿根廷独立战争英雄的骑马雕像，以及马岛战争死难者纪念碑。

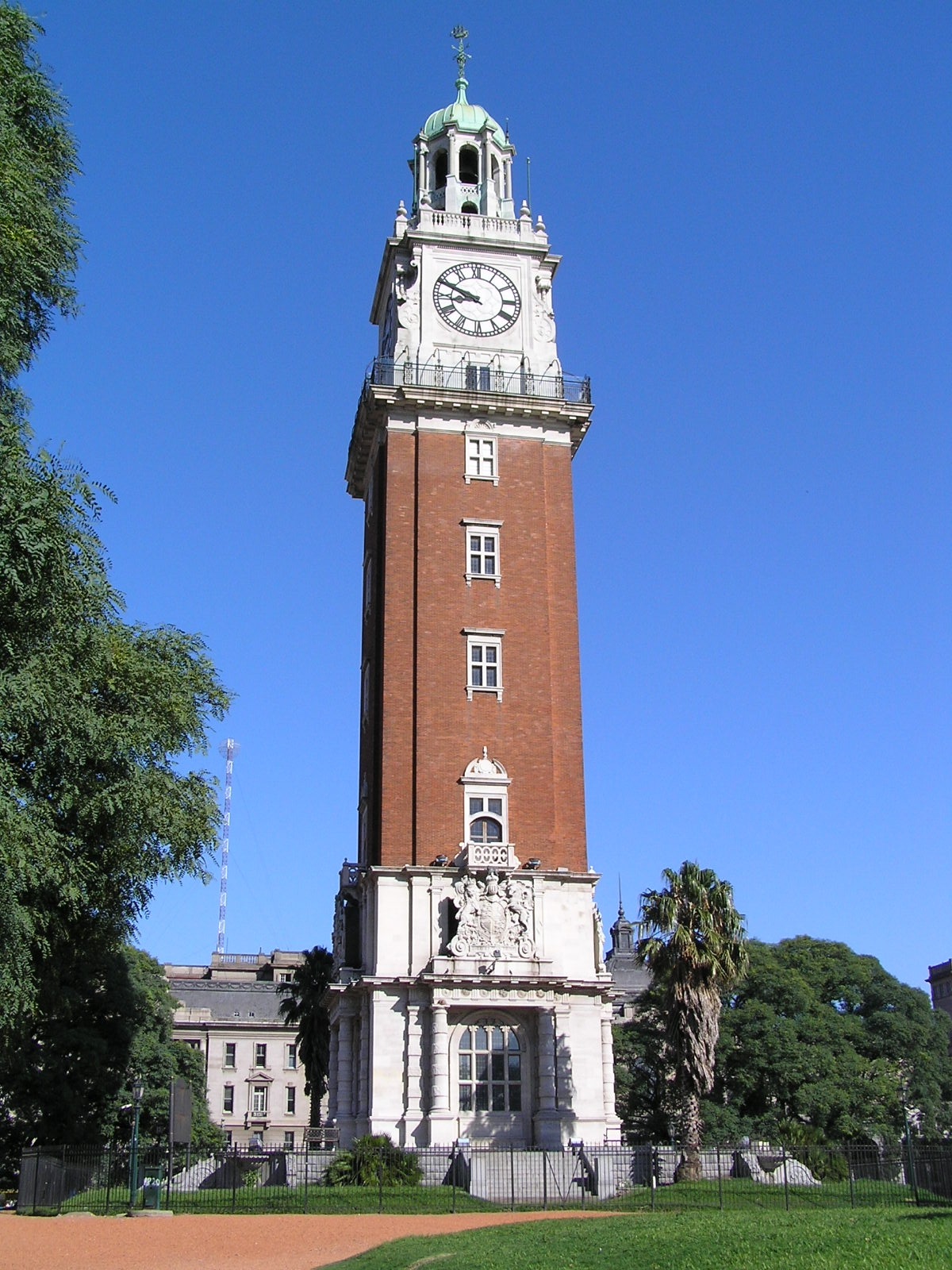
纪念钟塔
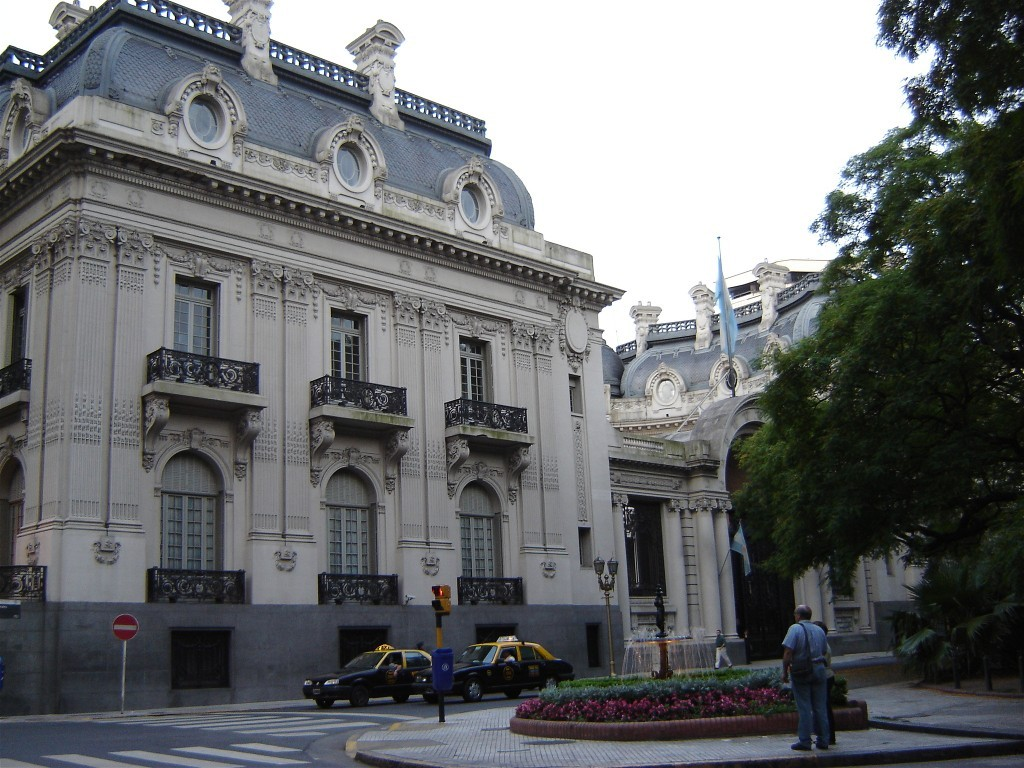
圣马丁宫
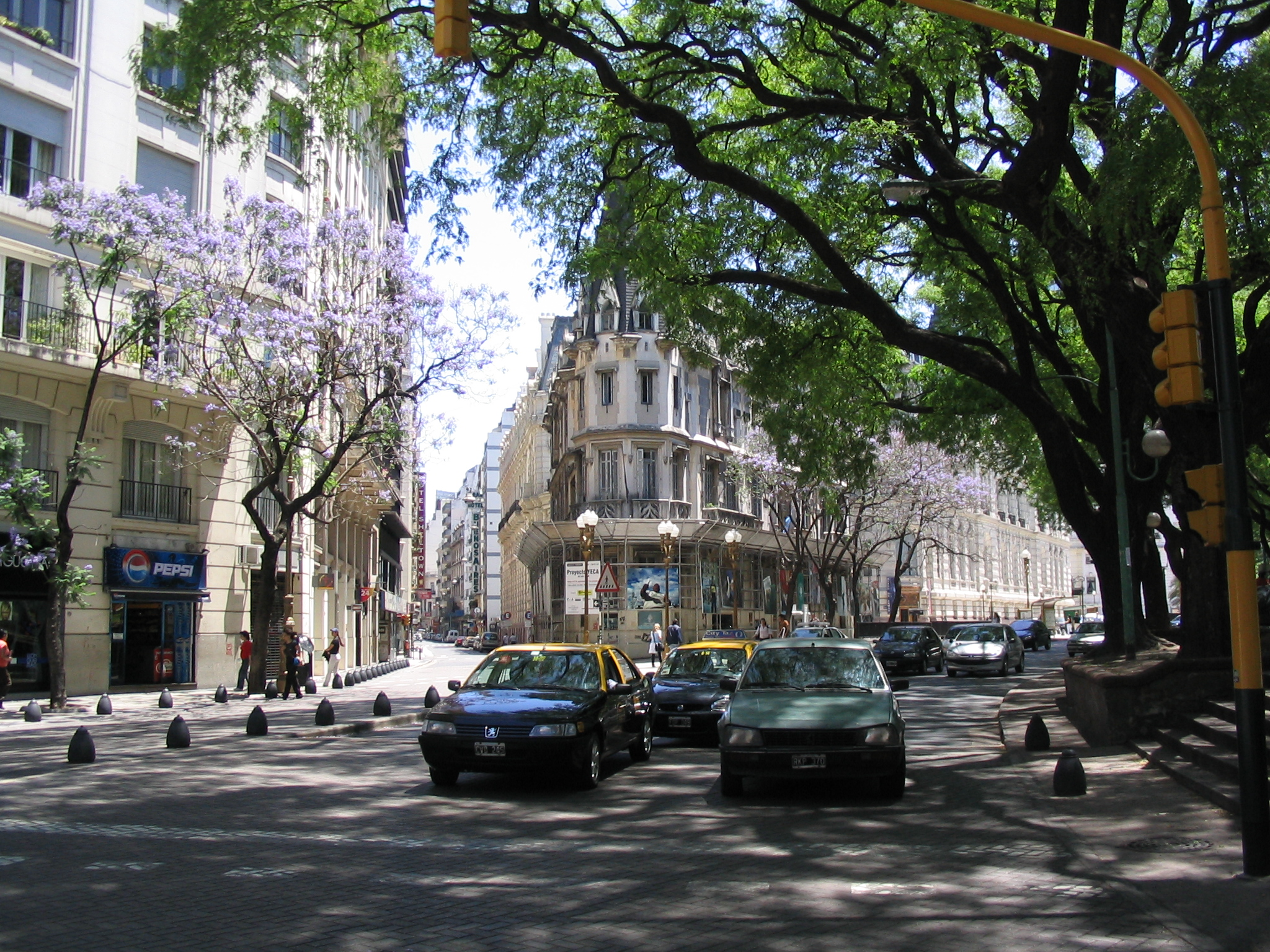
圣菲大道
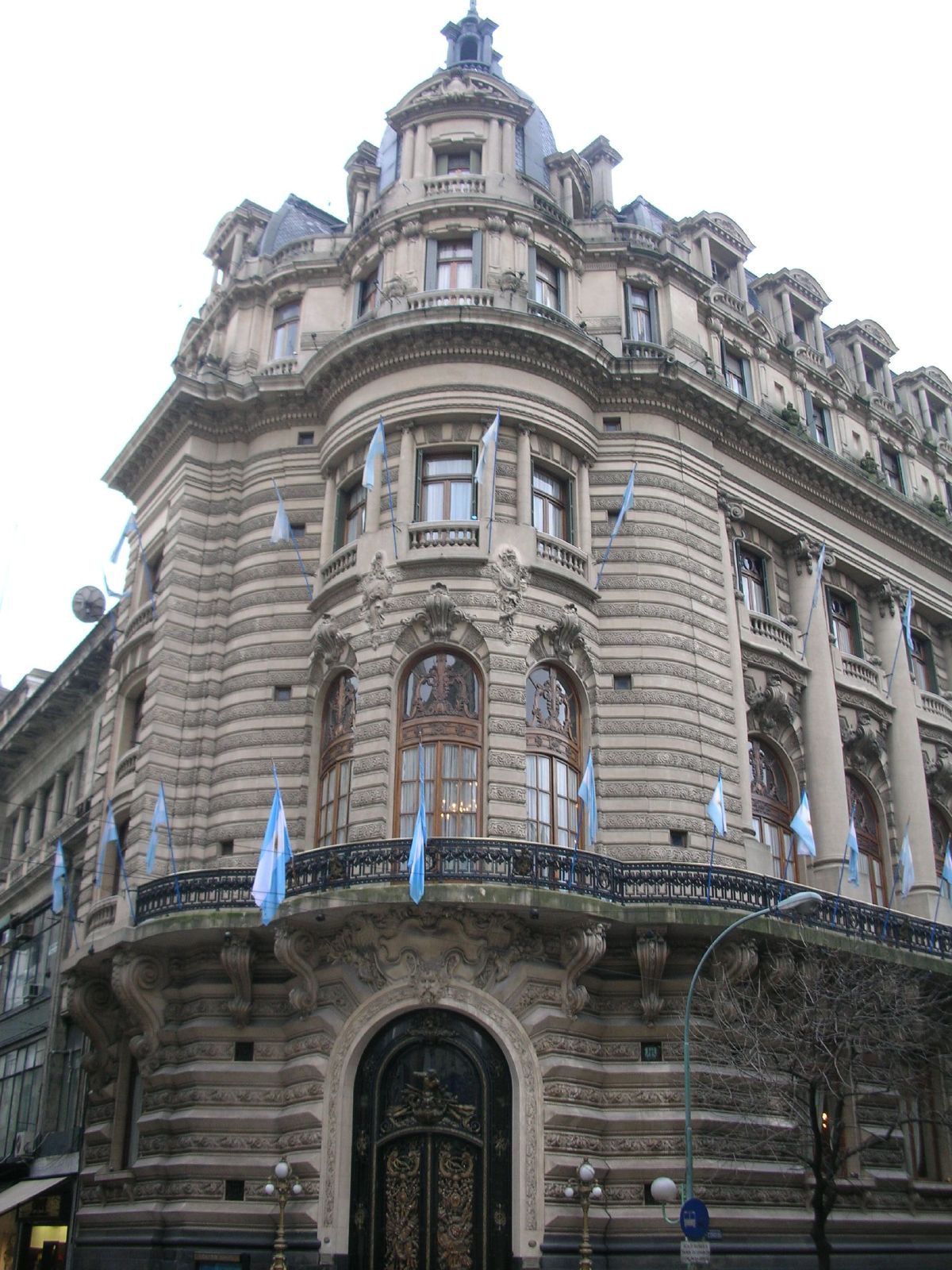
海军军官俱乐部
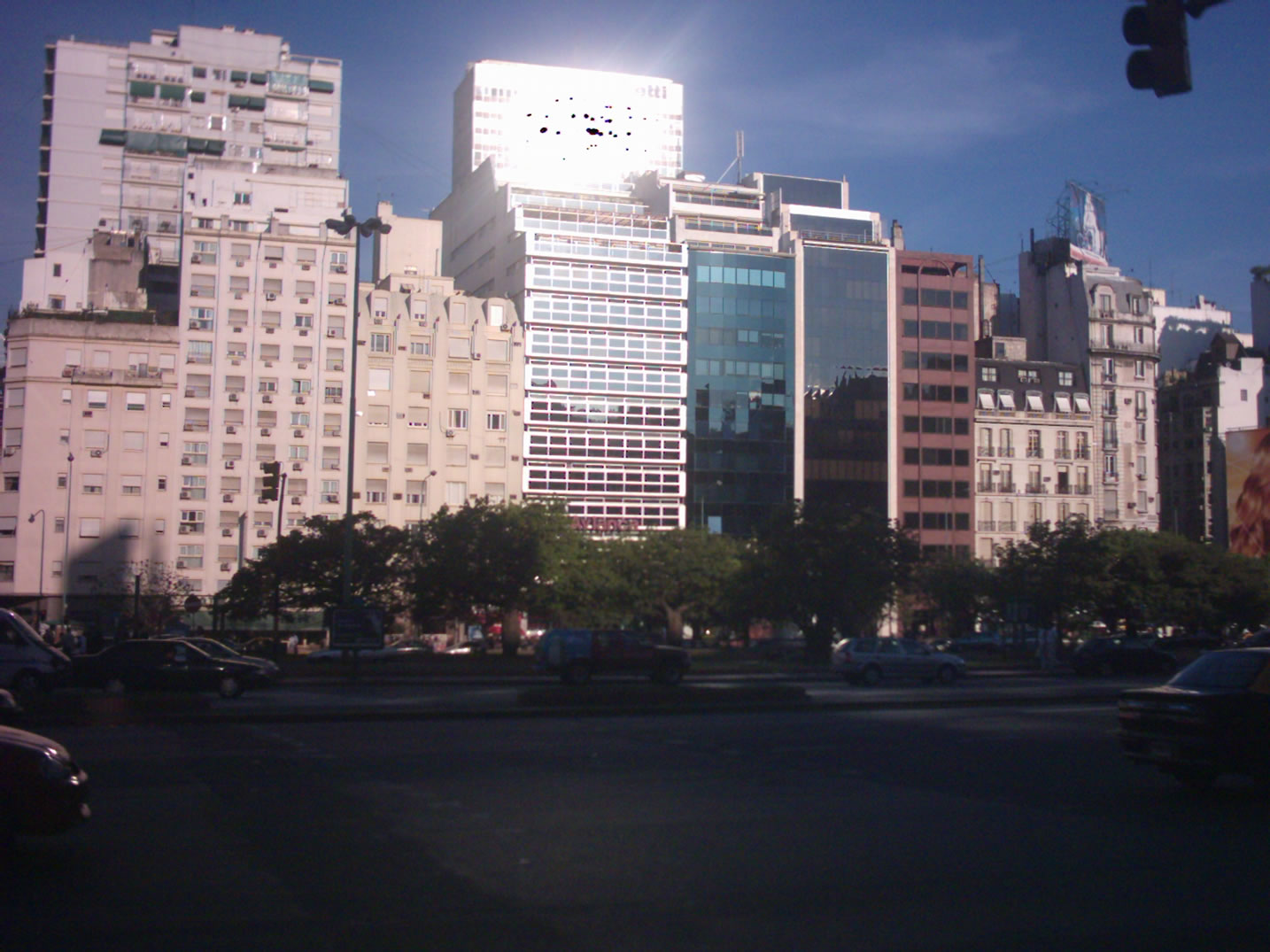
七月九日大道
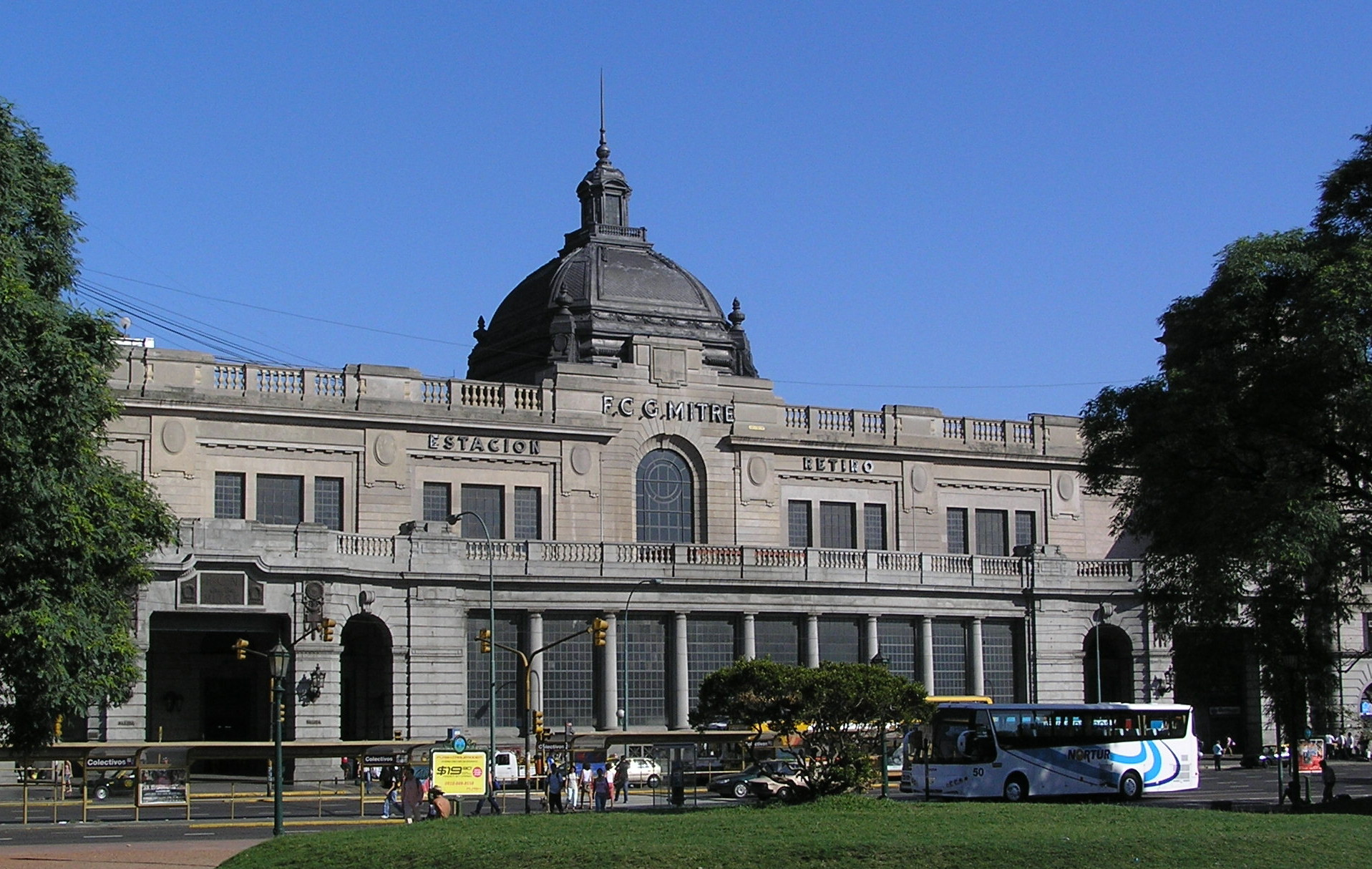
雷蒂罗火车站